# Festival de la Canción de Eurovisión 1965
El X Festival de la Canción de Eurovisión fue celebrado el 20 de marzo de 1965 en Nápoles. La presentadora fue Renata Mauro, y la victoria fue para el tema representante de Luxemburgo "Poupée de cire, poupée de son", escrita por Serge Gainsbourg e interpretada por France Gall.
Por primera vez, el Festival de la Canción de Eurovisión fue transmitido no solo por la Unión Europea de Radiodifusión, sino también por Intervisión, su homólogo de Europa del Este.

## Países participantes

### Canción y selección
| País y TV               | Título original de la canción           | Artista(s)         | Proceso y fecha de selección                           |
| País y TV               | Traducción al español                   | Idioma(s)          | Proceso y fecha de selección                           |
| ----------------------- | --------------------------------------- | ------------------ | ------------------------------------------------------ |
| Alemania Occidental ARD | Paradies, wo bist Du?                   | Ulla Wiesner       | Ein Lied Für Neapel 1965, 27-02-1965                   |
| Alemania Occidental ARD | Paraíso, ¿dónde estás?                  | Alemán             | Ein Lied Für Neapel 1965, 27-02-1965                   |
| Austria ORF             | Sag ihr, ich laß sie grüßen             | Udo Jürgens        | Elección interna                                       |
| Austria ORF             | Dile que le envío mi amor               | Alemán             | Elección interna                                       |
| Bélgica VRT             | Als het weer lente is                   | Lize Marke         | Final Nacional, 13-02-1965                             |
| Bélgica VRT             | Cuando vuelve la primavera              | Neerlandés         | Final Nacional, 13-02-1965                             |
| Dinamarca DR            | For din skyld                           | Birgit Brüel       | Dansk Melodi Grand Prix 1965, 18-02-1965               |
| Dinamarca DR            | Por tu bien                             | Danés              | Dansk Melodi Grand Prix 1965, 18-02-1965               |
| España TVE              | ¡Qué bueno, qué bueno!                  | Conchita Bautista  | Final Nacional, 07-02-1965                             |
| España TVE              | —                                       | Español            | Final Nacional, 07-02-1965                             |
| Finlandia YLE           | Aurinko laskee länteen                  | Viktor Klimenko    | Euroviisut 1965, 13-02-1965                            |
| Finlandia YLE           | El Sol se pone en el oeste              | Finés              | Euroviisut 1965, 13-02-1965                            |
| Francia RTF             | N'avoue jamais                          | Guy Mardel         | Final Nacional                                         |
| Francia RTF             | Nunca lo admitas                        | Francés            | Final Nacional                                         |
| Irlanda RTÉ             | I'm Walking the Streets in the Rain     | Butch Moore        | Final nacional, 09-02-1965                             |
| Irlanda RTÉ             | Caminando por las calles bajo la lluvia | Inglés             | Final nacional, 09-02-1965                             |
| Italia RAI              | Se piangi, se ridi                      | Bobby Solo         | Festival de la Canción de San Remo 1965, 30-01-1965    |
| Italia RAI              | Si ríes, si lloras                      | Italiano           | Festival de la Canción de San Remo 1965, 30-01-1965    |
| Luxemburgo CLT          | Poupée de cire, poupée de son           | France Gall        | Elección interna                                       |
| Luxemburgo CLT          | Muñeca de cera, muñeca de serrín        | Francés            | Elección interna                                       |
| Mónaco TMC              | Va dire à l'amour                       | Marjorie Noël      | Elección Interna                                       |
| Mónaco TMC              | ¡Ve y díselo al amor!                   | Francés            | Elección Interna                                       |
| Noruega NRK             | Karusell                                | Kirsti Sparboe     | Melodi Grand Prix 1965, 513-02-1965                    |
| Noruega NRK             | Tiovivo                                 | Noruego            | Melodi Grand Prix 1965, 513-02-1965                    |
| Países Bajos NTS        | Het is genoeg                           | Conny Vandenbos    | Nationaal Songfestival 1965, 13-02-1965                |
| Países Bajos NTS        | ¡Ya basta                               | Neerlandés         | Nationaal Songfestival 1965, 13-02-1965                |
| Reino Unido BBC         | I Belong                                | Kathy Kirby        | A Song For Europe, 29-01-1965                          |
| Reino Unido BBC         | Te pertenezco                           | Inglés             | A Song For Europe, 29-01-1965                          |
| Portugal RTP            | Sol de inverno                          | Simone de Oliveira | Grande Prémio TV da Canção Portuguesa 1965, 06-02-1965 |
| Portugal RTP            | Sol de invierno                         | Portugués          | Grande Prémio TV da Canção Portuguesa 1965, 06-02-1965 |
| Suecia SR               | Absent Friend                           | Ingvar Wixell      | Melodifestivalen 1966, 24-02-1966                      |
| Suecia SR               | Amigo ausente                           | Inglés             | Melodifestivalen 1966, 24-02-1966                      |
| Suiza SRG SSR           | Non, à jamais sans toi                  | Yovanna            | Final nacional                                         |
| Suiza SRG SSR           | No, para siempre sin ti                 | Francés            | Final nacional                                         |
| Yugoslavia JRT          | Čežnja                                  | Vice Vukov         | Pjesma Eurovizije 1965, 06-02-1965                     |
| Yugoslavia JRT          | Nostalgia                               | Serbio             | Pjesma Eurovizije 1965, 06-02-1965                     |

## Resultados
Luxemburgo lideró la clasificación durante todo el periodo de votaciones. Además de la holgada victoria de Luxemburgo, cabe destacar que cuatro países obtenían por segunda vez 0 puntos; estos países fueron España, Alemania Occidental, Finlandia y Bélgica. Como curiosidad, la cantante ganadora France Gall, parisina, no recibió ningún punto de su país, Francia. 
| Nº | País         | Intérprete(s)      | Canción                               | Lugar | Pts. |
| -- | ------------ | ------------------ | ------------------------------------- | ----- | ---- |
| 01 | Países Bajos | Conny Vandenbos    | «Het is genoeg»                       | 11    | 5    |
| 02 | Reino Unido  | Kathy Kirby        | «I Belong»                            | 2     | 26   |
| 03 | España       | Conchita Bautista  | «¡Qué bueno, qué bueno!»              | 15    | 0    |
| 04 | Irlanda      | Butch Moore        | «I'm Walking the Streets in the Rain» | 6     | 11   |
| 05 | Alemania     | Ulla Wiesner       | «Paradies, wo bist Du?»               | 15    | 0    |
| 06 | Austria      | Udo Jürgens        | «Sag ihr, ich laß sie grüßen»         | 4     | 16   |
| 07 | Noruega      | Kirsti Sparboe     | «Karusell»                            | 13    | 1    |
| 08 | Bélgica      | Lize Marke         | «Als het weer lente is»               | 15    | 0    |
| 09 | Mónaco       | Marjorie Noël      | «Va dire à l'amour»                   | 9     | 7    |
| 10 | Suecia       | Ingvar Wixell      | «Absent Friend»                       | 10    | 6    |
| 11 | Francia      | Guy Mardel         | «N'avoue jamais»                      | 3     | 22   |
| 12 | Portugal     | Simone de Oliveira | «Sol de inverno»                      | 13    | 1    |
| 13 | Italia       | Bobby Solo         | «Se piangi, se ridi»                  | 5     | 15   |
| 14 | Dinamarca    | Birgit Brüel       | «For din skyld»                       | 7     | 10   |
| 15 | Luxemburgo   | France Gall        | Poupée de cire, poupée de son»        | 1     | 32   |
| 16 | Finlandia    | Viktor Klimenko    | «Aurinko laskee länteen»              | 15    | 0    |
| 17 | Yugoslavia   | Vice Vukov         | «Čežnja»                              | 12    | 2    |
| 18 | Suiza        | Yovanna            | «Non, à jamais sans toi»              | 8     | 8    |

## Tabla de votaciones

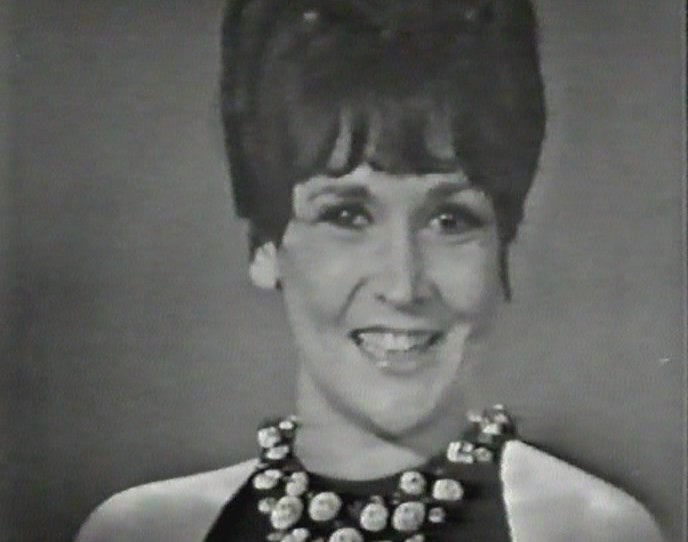
La presentadora del festival Renata Mauro

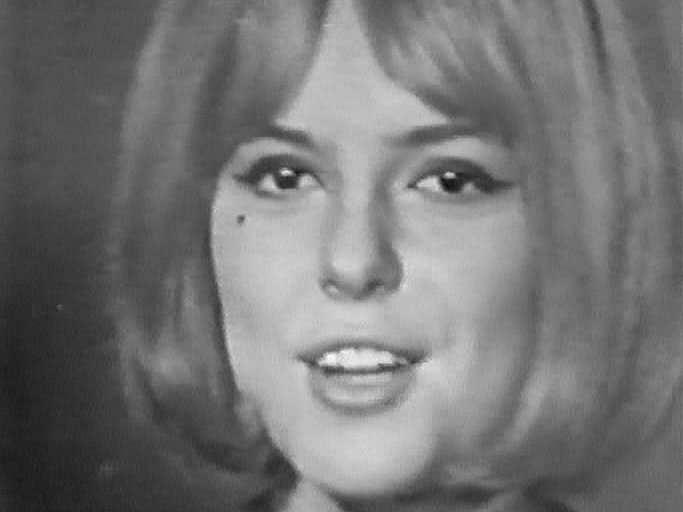
La ganadora France Gall

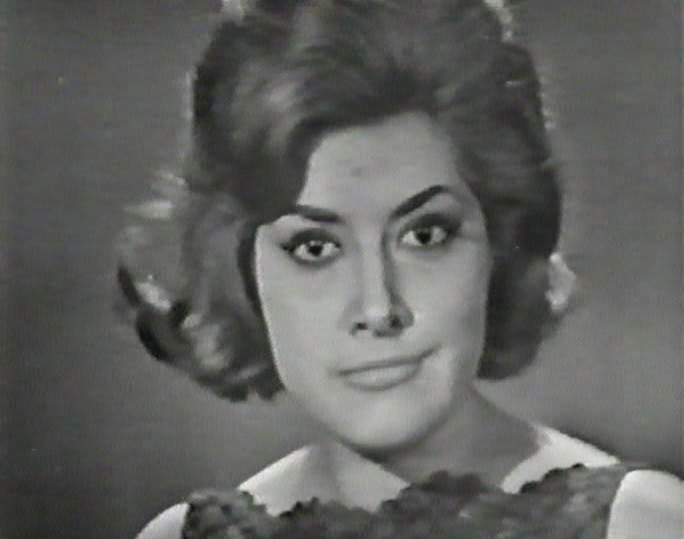
La representante española Conchita Bautista

| Bandera de los Países Bajos          | Bandera del Reino Unido | Bandera de España | Bandera de Irlanda | Bandera de Alemania | Bandera de Austria | Bandera de Noruega | Bandera de Bélgica | Bandera de Mónaco | Bandera de Suecia | Bandera de Francia | Bandera de Portugal | Bandera de Italia | Bandera de Dinamarca | Bandera de Luxemburgo | Bandera de Finlandia | Bandera de Yugoslavia | Bandera de Suiza |   |   |
|                                      | Países Bajos            |                   | 0                  | 0                   | 0                  | 0                  | 0                  | 5                 | 0                 | 0                  | 0                   | 0                 | 0                    | 0                     | 0                    | 0                     | 0                | 0 | 0 |
| Reino Unido                          | 0                       |                   | 5                  | 0                   | 0                  | 0                  | 1                  | 6                 | 0                 | 3                  | 0                   | 0                 | 1                    | 5                     | 0                    | 0                     | 0                | 5 |   |
| España                               | 0                       | 0                 |                    | 0                   | 0                  | 0                  | 0                  | 0                 | 0                 | 0                  | 0                   | 0                 | 0                    | 0                     | 0                    | 0                     | 0                | 0 |   |
| Irlanda                              | 0                       | 0                 | 0                  |                     | 0                  | 0                  | 0                  | 0                 | 0                 | 0                  | 0                   | 3                 | 5                    | 0                     | 0                    | 0                     | 3                | 0 |   |
| Alemania Occidental                  | 0                       | 0                 | 0                  | 0                   |                    | 0                  | 0                  | 0                 | 0                 | 0                  | 0                   | 0                 | 0                    | 0                     | 0                    | 0                     | 0                | 0 |   |
| Austria                              | 0                       | 3                 | 0                  | 5                   | 0                  |                    | 0                  | 0                 | 0                 | 0                  | 0                   | 5                 | 3                    | 0                     | 0                    | 0                     | 0                | 0 |   |
| Noruega                              | 0                       | 0                 | 0                  | 0                   | 0                  | 1                  |                    | 0                 | 0                 | 0                  | 0                   | 0                 | 0                    | 0                     | 0                    | 0                     | 0                | 0 |   |
| Bélgica                              | 0                       | 0                 | 0                  | 0                   | 0                  | 0                  | 0                  |                   | 0                 | 0                  | 0                   | 0                 | 0                    | 0                     | 0                    | 0                     | 0                | 0 |   |
| Mónaco                               | 0                       | 5                 | 0                  | 0                   | 0                  | 0                  | 0                  | 0                 |                   | 0                  | 0                   | 0                 | 0                    | 0                     | 0                    | 0                     | 1                | 1 |   |
| Suecia                               | 0                       | 0                 | 0                  | 0                   | 0                  | 0                  | 0                  | 0                 | 0                 |                    | 0                   | 0                 | 0                    | 3                     | 0                    | 3                     | 0                | 0 |   |
| Francia                              | 1                       | 0                 | 3                  | 1                   | 3                  | 0                  | 0                  | 0                 | 5                 | 0                  |                     | 0                 | 0                    | 0                     | 3                    | 1                     | 5                | 0 |   |
| Portugal                             | 0                       | 0                 | 0                  | 0                   | 0                  | 0                  | 0                  | 0                 | 1                 | 0                  | 0                   |                   | 0                    | 0                     | 0                    | 0                     | 0                | 0 |   |
| Italia                               | 3                       | 1                 | 0                  | 0                   | 1                  | 0                  | 0                  | 3                 | 3                 | 0                  | 3                   | 0                 |                      | 0                     | 1                    | 0                     | 0                | 0 |   |
| Dinamarca                            | 0                       | 0                 | 0                  | 0                   | 0                  | 0                  | 0                  | 0                 | 0                 | 5                  | 0                   | 0                 | 0                    |                       | 5                    | 0                     | 0                | 0 |   |
| Luxemburgo                           | 5                       | 0                 | 1                  | 3                   | 5                  | 5                  | 3                  | 0                 | 0                 | 1                  | 0                   | 0                 | 0                    | 1                     |                      | 5                     | 0                | 3 |   |
| Finlandia                            | 0                       | 0                 | 0                  | 0                   | 0                  | 0                  | 0                  | 0                 | 0                 | 0                  | 0                   | 0                 | 0                    | 0                     | 0                    |                       | 0                | 0 |   |
| Yugoslavia                           | 0                       | 0                 | 0                  | 0                   | 0                  | 0                  | 0                  | 0                 | 0                 | 0                  | 1                   | 1                 | 0                    | 0                     | 0                    | 0                     |                  | 0 |   |
| Suiza                                | 0                       | 0                 | 0                  | 0                   | 0                  | 3                  | 0                  | 0                 | 0                 | 0                  | 5                   | 0                 | 0                    | 0                     | 0                    | 0                     | 0                |   |   |
| LA TABLA ESTÁ ORDENADA POR APARICIÓN |                         |                   |                    |                     |                    |                    |                    |                   |                   |                    |                     |                   |                      |                       |                      |                       |                  |   |   |